# Spectravideo

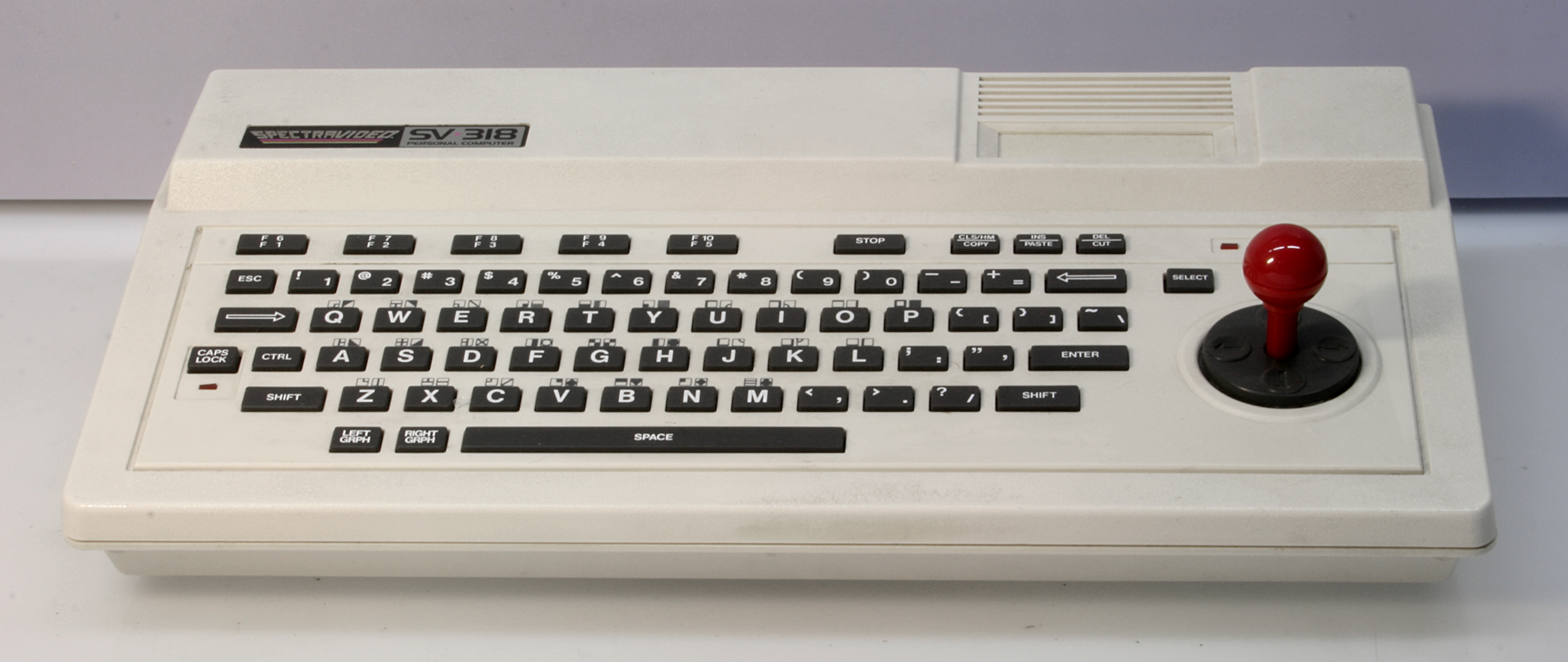
SVI-318 home computer

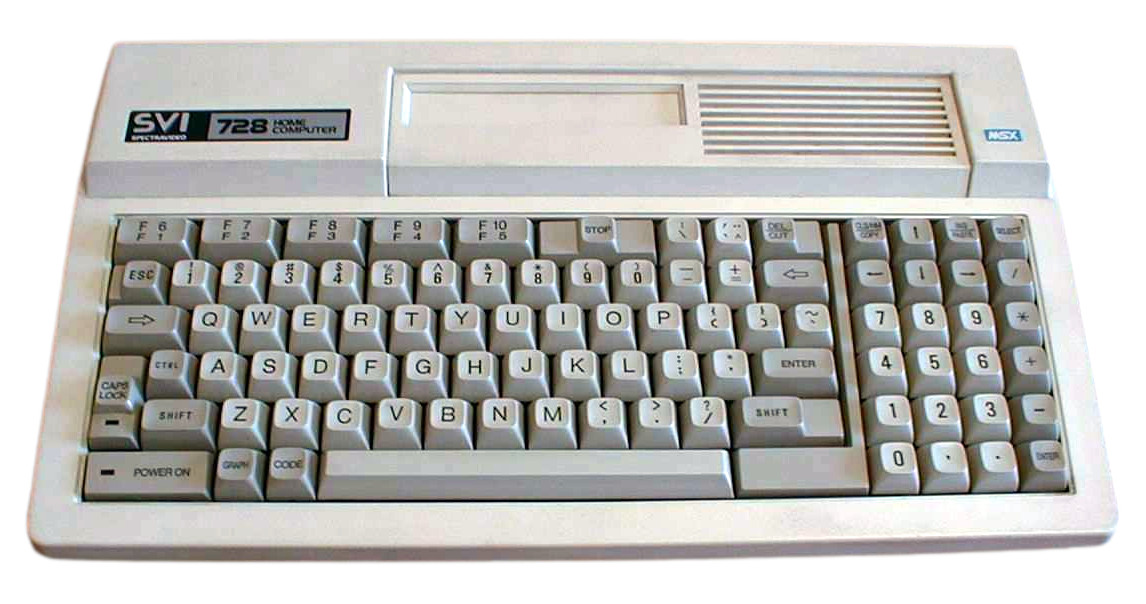
SVI-728 MSX

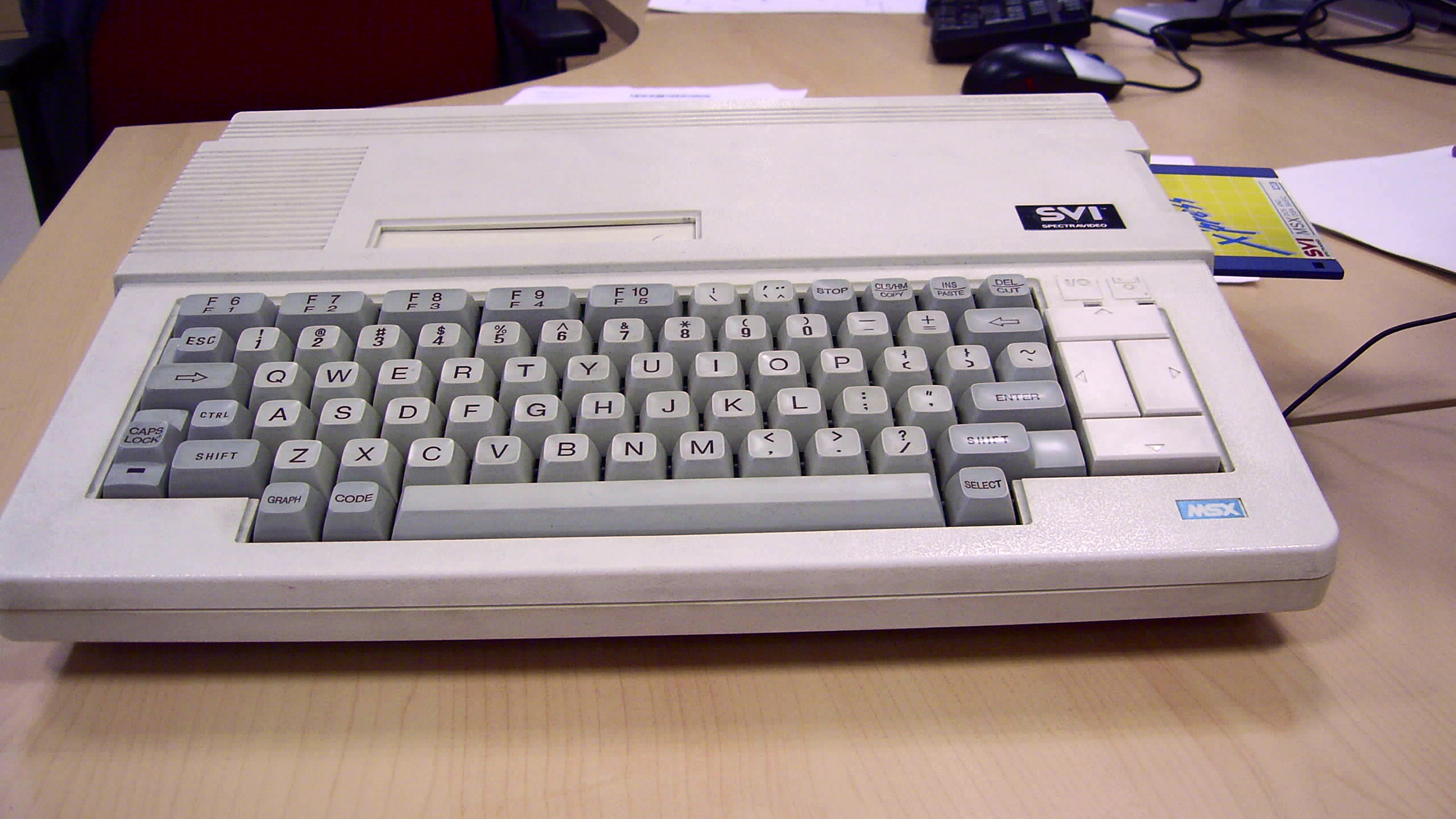
SVI-738 MSX

La Spectravideo (sigla SVI, in precedenza SpectraVision)  è stata una azienda statunitense produttrice di computer fondata nel 1981 da Harry Fox e Oscar Jutzeler. Cessò le proprie attività nel 1988.

## Storia

### Le prime attività
Iniziò le sue attività distribuendo videogiochi per Atari 2600, ColecoVision e Commodore VIC-20. Nel 1982 produsse il QuickShot, il primo joystick ergonomico, disponibile per Atari e VIC-20. Alla fine del 1982 la società cambiò nome in Spectravideo perché il nome SpectraVision era già registrato.
Il primo tentativo di entrare nel mondo della produzione di computer si ebbe agli inizi del 1983, quando Spectravideo presentò un add-on per l'Atari 2600 chiamato Spectravideo CompuMate. Il CompuMate era dotato di una tastiera a membrana e interprete BASIC integrato. Insieme al CompuMate presentò un computer vero e proprio, l'SV-318, a cui seguì a breve il modello SV-328. Adottavano entrambi una CPU Z80 A che operava alla frequenza di 3,6 MHz, ma differivano per la quantità di memoria RAM di cui erano dotati, 16 kB il primo e 64 kB il secondo, per il tipo di tastiera, a membrana il primo e con tasti classici il secondo, e per l'assenza nell'SV-328 del joystick integrato che era presente invece nell'SV-318.
Residente nella ROM di entrambi i modelli vi era una versione del Microsoft BASIC che, come in molti altri computer ad 8 bit dell'epoca, espletava anche le funzioni di interfaccia per il sistema operativo. Equipaggiando il computer con un floppy drive l'utente poteva eseguire il boot del sistema operativo CP/M.

### L'adozione dello standard MSX
Sia l'SV-318 che l'SV-328 furono sviluppati da una joint venture di più imprese: Spectravision curò la direzione aziendale e il marketing, Bondwell (Hong Kong) la produzione e ASCII Corporation (Giappone) lo sviluppo del software.
Poco dopo Kazuhiko Nishi vide le potenzialità dell'SV-328 e pensò di utilizzarlo come base per un nuovo standard mondiale, chiamato MSX. Spectravideo accettò la proposta di utilizzare il suo computer e autorizzò Nishi ad apportare le modifiche necessarie. Successivamente, nel 1984, vendette i diritti sulla tecnologia hardware a Microsoft, ripianando con quei soldi la sua situazione finanziaria divenuta critica.
Sia l'SV-318 che l'SV-328 erano quindi precedenti all'introduzione dell'MSX e perciò non completamente compatibili con tale standard, anche se Spectravideo li commercializzava apponendo il logo MSX sulle pubblicità commerciali e affermando che questi computer sarebbero stati in grado di far girare anche il software prodotto per i nuovi sistemi MSX.

### Il cambio di nome e l'adozione dello MSX
Nel 1984 la società cambiò nome in Spectravideo International e iniziò a identificare i propri computer apponendo la sigla "SVI" di fronte al numero del modello. Rivide poi i modelli SV-318/328 racchiudendo le funzioni di diversi chip TTL in un unico ULA e spostando il modulatore del segnale TV all'interno del computer, operazioni che permisero di ridurre i costi di produzione delle macchine. I nuovi computer furono commercializzati come SVI-318MKII e SVI-328MKII.
Alla fine del 1985 venne prodotto il primo modello compatibile con lo standard MSX, l'SVI-728. Questo computer ebbe un buon successo commerciale in Europa, dove l'azienda l'anno precedente aveva aperto una propria succursale. Le vendite negli Stati Uniti d'America andarono invece male tanto che nel 1985 fu chiusa la sede americana e tutto l'assetto societario fu trasferito alla società Bondwell di Hong Kong, produttore dei computer di Spectravideo nonché principale azionista di Spectravideo.
Nel 1985 il modello Spectravideo SVI-738 X'Press affiancò l'SVI-728, rispetto a cui era un modello portabile e aveva un floppy disk drive integrato da 360 kB in formato 3,5 pollici.
Nel 1986 produsse l'ultimo computer MSX, l'SVI-838, conosciuto anche come Spectravideo X'Press 16. Era un PC compatibile anche con lo standard MSX2. Nel 1987 furono distribuiti gli ultimi computer Spectravideo: si trattava dei PC compatibili SVI-256 e SVI-640FH/FF.

### La chiusura
Nel 1988 il marchio "Spectravideo" fu venduto all'azienda inglese Ash & Newman, che cambiò poi il suo nome in SpectraVideo Plc; la società ha venduto accessori per computer sotto il nome Logic 3 fino almeno a fine anni 2010. Il marchio "QuickShot" fu ceduto invece a Tomei International.